# Tommy Clufetos
Tommy Clufetos (30 de diciembre de 1979) es un baterista de heavy metal que formó parte de la banda de Ozzy Osbourne así como de Black Sabbath, formación para la cual tocó en la gira Black Sabbath Reunion Tour, y la gira del álbum 13. Anteriormente tocó para artistas famosos como Ted Nugent y Alice Cooper. También hizo parte de la banda de Rob Zombie, haciendo su aparición en el disco Educated Horses, en el primer disco de Zombie en vivo en el 2007 Zombie Live y en su producción de 2010 Hellbilly Deluxe 2. En marzo de 2010 se anunció que Tommy dejaba a Rob Zombie siendo reemplazado por Joey Jordison de Slipknot para las consecuentes giras. Luego fue baterista de Ozzy Osbourne con el cual grabó el disco Scream.

## Biografía
Tommy Clufetos nació en Detroit, Michigan, Estados Unidos. Fue a la secundaria de Rochester.

## Carrera
En el 2008 Tommy Clufetos lanzó su propio DVD didáctico de batería en la serie Behind The Player. También hizo una aparición en esa misma serie, contribuyendo con la percusión en la versión del guitarrista John 5. Actualmente forma parte como baterista de la banda Ozzy Osbourne.

## Discografía

### Alice Cooper
- 2005: Dirty Diamonds

### Ted Nugent
- 2002: Craveman
- 2008: Love Grenade

### Lesley Roy
- 2008: Unbeautiful

### Rob Zombie
- 2006: Educated Horses
- 2007: Zombie Live
- 2010: Hellbilly Deluxe 2

### John 5
- 2007: The Devil Knows My Name
- 2008: Requiem
- 2009: Remixploitation
- 2010: The Art of Malice

### Ozzy Osbourne
- 2010: Scream

### Black Sabbath
- 2017: The End Tour